# Egerkingen
Egerkingen és un municipi del cantó de Solothurn (Suïssa), situat al districte de Gäu.